# Orale medeklinker
Een orale medeklinker is een medeklinker die wordt gevormd door lucht door de mond te laten ontsnappen in plaats van door de neus. Bij het vormen van een orale medeklinker speelt de hele mond een rol. De meeste medeklinkers zijn orale medeklinkers, zoals [p], [w], [v] of [x]. De andere zijn nasale medeklinkers.